# Wu Peng
Wu Peng (China, 16 de mayo de 1987) es un nadador chino especializado en pruebas de estilo mariposa, donde consiguió ser medallista de bronce mundial en 2013 en los 200 metros.

## Carrera deportiva
En el Campeonato Mundial de Natación de 2013 celebrado en Barcelona ganó la medalla de bronce en los 200 metros estilo mariposa, con un tiempo de 1:55.09 segundos, tras el sudafricano Chad le Clos  (oro con 1:54.32 segundos) y el polaco Paweł Korzeniowski  (plata con 1:55.01 segundos).